# 유니언 잭 (마블 코믹스)
유니언 잭(Union Jack)은 마블 코믹스가 발행하는 만화책의 등장인물로, 로이 토머스와 프랭크 로빈스에 의해 만들어졌다. 첫 등장은 The Invaders #7 (1976년 7월)이다. 2011년 공개된 《퍼스트 어벤져》에서 JJ 필드가 연기했으며, 이 때 제임스 몽고메리 폴스워스(James Montgomery Falsworth)라는 이름으로 등장하였다.